# Hypnum
Hypnum là một chi rêu trong họ Hypnaceae.